# 武家屋敷旧喜多家
武家屋敷旧喜多家（ぶけやしききゅうきたけ）は、徳島県三好市東祖谷大枝に位置する歴史的な建造物。にし阿波お勧めビューポイント100選選定。

## 歴史
1763年（宝暦13年）に建てられた三好市祖谷地方でも最も大きな武家屋敷。屋島の戦いに敗れた平氏一族が落ちのびてきた旧東祖谷山村大枝地区は平家縁の地として知られ、この平家の里の名主であった「喜多家」は、祖谷の上層階級の武家屋敷である。
隣接している鉾神社には矛の形をした巨大な「鉾杉」が自生しており、徳島県の天然記念物に指定されている。

## 交通
- 徳島自動車道「井川池田インターチェンジ」より車で約100分。
- JR土讃線「大歩危駅」より車で約50分。